# Einspeisevergütung
Eine Einspeisevergütung (auch Einspeisungsvergütung) ist in der Energiewirtschaft eine staatlich festgelegte Vergütung für die Einspeisung von Strom, die dazu dient, bestimmte Arten der Stromerzeugung zu fördern. Einspeisevergütungen kommen in zahlreichen Staaten zum Einsatz. In der Regel handelt es sich dabei um erneuerbare Energien, d. h. Windkraft-, Solar-, Wasserkraft-, Geothermie- und Biomasseanlagen. In Deutschland ist unter den Voraussetzungen des § 21 Abs. 1 EEG eine Einspeisevergütung durch den Netzbetreiber zu entrichten.

## Allgemeines
Die Einspeisevergütung ist ein Mindestpreissystem, das es ermöglicht, auch Erzeugungsformen in den Markt zu integrieren, die nicht in der Lage sind, alleine über ihren Marktpreis mit anderen Erzeugungsformen zu konkurrieren. Sie gibt Investoren Planungssicherheit. Üblicherweise sind Einspeisevergütungen degressiv gestaltet. Die Vergütung wird dabei regelmäßig, beispielsweise jährlich, um einen bestimmten Prozentsatz verringert. Dadurch wird bewusst ein Kostendruck erzeugt, sodass die Anbieter von geförderten Anlagen dazu gezwungen werden, effizienter und kostengünstiger zu produzieren. Langfristiges Ziel ist es, dass die neuen Technologien auch ohne Hilfen am Markt bestehen können. Die Sozialwissenschaftler Weert Canzler und Andreas Knie sehen in der garantierten Einspeisevergütung kombiniert mit dem Einspeisevorrang und der damit einhergehenden Planungssicherheit das eigentliche Erfolgsgeheimnis des EEG.

## Verbreitung
Im Jahr 2012 waren in 20 von 45 europäischen Staaten Einspeisevergütungen für erneuerbare Energien eingeführt; andere Fördermodelle für erneuerbare Energien wie das Quoten- oder das Ausschreibungsmodell waren deutlich weniger verbreitet. Einen Überblick über die Höhe der jeweiligen Einspeisevergütungen in der EU liefert eine Online-Datenbank des Bundesumweltministeriums.
Ein bekanntes Beispiel für eine auf Einspeisevergütungen setzende Regelung ist das Erneuerbare-Energien-Gesetz (EEG) in Deutschland. Dieses Gesetz diente weltweit als Vorbild für den Ausbau der alternativen Stromerzeugung. Es wurde in seiner Grundstruktur bis Anfang 2012 weltweit von mindestens 65 Staaten sowie 27 Bundesstaaten bzw. Provinzen übernommen, während das Quotenmodell sowie die „mindeste Angebotsverpflichtung alternativer Energien“ (Renewable Portfolio Standard, RPS) in etwa 18 Staaten und 53 anderen Gerichtsbarkeiten erlassen wurde. Damit ist das EEG der am weitesten verbreitete Mechanismus zur Förderung alternativer Energieerzeugung. Insgesamt werden erneuerbare Energien in 109 Staaten gefördert. Die mit dem EEG gewährten langjährig verlässlichen Einspeisevergütungen waren ein wichtiger Faktor für den starken Kostenrückgang bei der Photovoltaik, durch den diese von einer teuren Nischentechnologie zu weit verbreiteten Technik werden konnte. Vorgänger des EEG war das 1990 beschlossene Stromeinspeisungsgesetz, mit dem erstmals in Deutschland Elektrizitätsversorgungsunternehmen verpflichtet wurden, elektrische Energie aus regenerativen Umwandlungsprozessen abzunehmen und zu vergüten.
Seit der EEG-Novelle 2014 ist eine Umstellung von Einspeisevergütungen auf Ausschreibungsverfahren geplant. Als Hauptgrund für diesen Umstellung des Fördermechanismus wurden zu erwartende Kostenersparnisse angeführt. Bei der im Jahr 2015 durchgeführten ersten Ausschreibungsrunde trat jedoch der gegenteilige Effekt auf, sodass sich die über Ausschreibungen ermittelten Preise auf einem deutlich höheren Niveau bewegten als die zuvor gezahlten festen Einspeisevergütungen.
Anfang Juli 2022 trat eine weitere EEG-Novelle in Kraft. Durch sie soll der Ausbau von Photovoltaikanlagen in Deutschland gefördert werden. Die neue Einspeisevergütung sieht höhere Vergütungssätze für PV-Anlagen mit Volleinspeisung vor. Übergeordnetes Ziel der Novelle ist es, die weiteren Klimaziele zu erreichen. Deutschland plant, im Jahr 2030 rund 80 Prozent des Stroms aus erneuerbaren Energien zu beziehen. Bis 2045 möchte das Land komplett klimaneutral sein.

### Kernkraft
Neben erneuerbaren Energien erhalten in manchen Staaten auch andere Arten der Stromerzeugung eine Einspeisevergütung. So sagte beispielsweise 2013 Großbritannien den Betreibern des geplanten Kernkraftwerks Hinkley Point C eine fixe Vergütung in Höhe von 92,50 Pfund pro MWh plus Inflationsausgleich zu, da die Stromgestehungskosten dieses Kraftwerkes etwa beim Doppelten des englischen Börsenstrompreises liegen. Die garantierte Vergütung wird allerdings nicht durch eine direkte Einspeisevergütung, sondern durch einen Differenzvertrag erreicht.
2012 forderten Großbritannien, Frankreich, Polen und Tschechien Subventionen für die Stromerzeugung mittels Kernenergie, die neben Hilfen beim Bau von Kernkraftwerken auch eine Einspeisevergütung für den produzierten Atomstrom vorsehen, um wirtschaftlich unrentable Kernkraftwerksprojekte realisieren zu können.

## Wirksamkeit
Eine Einspeisevergütung gilt als effektivster Fördermechanismus zum Ausbau Erneuerbarer Energien. Eine Reihe von Studien ergab, dass Staaten, die auf Einspeisevergütungen setzen, niedrigere Förderkosten und zugleich einen stärkeren Zubau von erneuerbaren Energien erzielen als Staaten, die auf andere Fördermodelle setzen.
Der Weltklimarat IPCC weist darauf hin, dass auch Subventionen für die Einführung teurer sauberer Technologien langfristig wirtschaftlich lohnend sein können, wenn es gelingt, die Kosten dieser Technologien durch ihre Installation stark zu senken. Demnach ermöglichte die Förderung von Photovoltaik-Anlagen, maßgeblich durch Einspeisevergütungen in Deutschland, das Wachstum der weltweiten Photovoltaik-Industrie und das damit einhergehende starke Fallen der Stromgestehungskosten dieser Technologie, wodurch Solarstrom im Jahr 2020 wirtschaftlich konkurrenzfähig ist mit fossiler Energieerzeugung. Ebenfalls existieren Belege, dass Einspeisevergütungen für Solarenergie eine größere Innovationsaktivität auslösen.

### Vergleich mit Quotenmodellen
Unter Wissenschaftlern herrscht, basierend auf den Erfahrungen mit verschiedenen Fördermechanismen, eine starke Übereinstimmung, dass Einspeisevergütungen effektiver und günstiger sind als auf Quoten basierende Fördersysteme. So haben die Staaten, die den Ausbau der erneuerbaren Energien am erfolgreichsten gestaltet habe, Deutschland, Dänemark und Spanien, diesen Ausbau allesamt mit Einspeisevergütungen bewirkt. Staaten mit Quotenregelung wie z. B. Großbritannien und Italien waren hingegen weniger erfolgreich. Zudem sichern gut abgestimmte Einspeisevergütungen Betreibern über die Lebensdauern eine hohe Einkommensstabilität zu, womit eine hohe Investitionssicherheit gegeben ist. Diese senkt wiederum die Kosten, da sich Betreiber zu günstigeren Konditionen Geld leihen können als bei unsicheren Einkommensflüssen, und reduziert den Bedarf nach hohen Kapitalrenditen.

### Vergleich mit Marktprämienmodellen
Insbesondere gegenüber Marktprämienmodellen bieten Einspeisevergütungen den Vorteil, dass sie bei derselben Attraktivität für Investoren mit niedrigeren Förderhöhen auskommen, da sie gegenüber diesen Modellen eine größere Sicherheit bieten. Ermöglicht wird dies dadurch, dass risikoaverse Investoren bereit sind, niedrigere Renditen zu akzeptieren, wenn die Erträge durch fixe Einspeisevergütungen sicherer sind. Der Effekt wird auf ca. 10 Euro/MWh beziffert, was im untersuchten Fall einer Kostenersparnis von bis zu 40 % entsprach. Zudem befördern Einspeisevergütungen besser technologischen Fortschritt, was ebenfalls die Kosten senkt.

### Vergleichsstudien
Die Beratungsgesellschaft Ernst & Young fand im Jahr 2011 feste Einspeisetarife hinsichtlich Kosteneffizienz, Anwendbarkeit und Akteursvielfalt den Quotenmodellen und auch Bonus-/Prämiensystemen überlegen. Daher setzen einige Staaten wie Japan und China, die zuvor letztgenannte Modelle verwendeten, mittlerweile auf Einspeisevergütungen.
Bereits 2004 war eine Studie des Massachusetts Institute of Technology (MIT) zu einem ähnlichen Ergebnis gekommen. 2008 kam eine Studie der EU zu dem Ergebnis, dass gut ausgestaltete Einspeisevergütungen die effizientesten und effektivsten Fördermechanismen für den Ausbau der regenerativen Stromerzeugung darstellen.